# デイヴィッド・リンジー (第11代クロフォード伯爵)
第11代クロフォード伯爵デイヴィッド・リンジー（英語: David Lindsay, 11th Earl of Crawford PC、1557年頃 – 1607年秋）は、スコットランド貴族。

## 生涯
第10代クロフォード伯爵デイヴィッド・リンジーとマーガレット・ビートン（Margaret Beaton、1574年以降没、デイヴィッド・ビートンの娘）の息子として、1557年頃に生まれた。1574年秋に父が死去すると、クロフォード伯爵位を継承、翌1575年10月28日にスコットランド枢密院の枢密顧問官に就任した。
1578年3月17日、スコットランド大法官の第8代グラームズ卿ジョン・ライアンが乱闘で殺害される事件に関わった。この日、クロフォード伯爵とグラームズ卿はスターリングで国王ジェームズ6世に謁見したが、路上で遭遇したところ両者ともに従者に道を譲るよう命じた。しかし、かねてよりライアン家とリンジー家が敵対していることもあり、2人の従者は従わず、このことをきっかけとして乱闘にもつれ込んだ。この乱闘でグラームズ卿が射殺されたが、クロフォード伯爵は射撃の名手だったこともあって、グラームズ卿を射殺した犯人と目され、エディンバラ城に投獄された。6月14日、クロフォード伯爵はケアニーの自宅に一時的に戻り、15日後に戻ってくることを許諾した上でエゼル卿デイヴィッド・リンジー（第9代クロフォード伯爵の長男）と第6代リンジー卿パトリック・リンジー（同族の遠戚）を保証人として指名した。しかし、クロフォード伯爵が約束を破ったため、2人の保証人は罰金を課された。9月1日、2人の保証人はクロフォード伯爵が11月3日にエディンバラのオールド・トルブース（市政府の建物）に出頭することへの保証金として2万ポンドを支払った。そして、クロフォード伯爵は無罪判決を受けたのち、12月7日に3年間の海外渡航許可を得て、直後に第6代ハントリー伯爵ジョージ・ゴードンとともにフランス王国に向かった（クロフォード伯爵は1581年2月28日までに帰国した）。
1582年に国王ジェームズ6世が幽閉地であるリヴァン城から脱出すると（リヴァン城襲撃）、多くの貴族が国王を支持してセント・アンドルーズに集まったが、クロフォード伯爵もそのうちの1人だった。同年8月に第3代アラン伯爵ジェイムズ・ハミルトンが復権すると、クロフォード伯爵はアラン伯爵を支持した。11月にはフランスから帰国してきた第2代レノックス公爵ルドヴィック・ステュアートに同伴してジェイムズ6世のもとに向かい、翌年5月に初代ガウリ伯爵ウィリアム・リヴァン（ジェームズ6世を幽閉した貴族）の裁判に参加した。
1587年5月に貴族間の和解を目指して宴会が行われ、クロフォード伯爵も宴会でトマス・ライアン（第8代グラームズ卿の弟）と腕を組み合って歩いたが、和解宴会には実効がなかった。
イエズス会士ウィリアム・クライトンの手引きでカトリックに改宗したのち、初代ペイズリー卿クラウド・ハミルトンや第6代ハントリー伯爵、第9代エロル伯爵フランシス・ヘイとともに英西戦争中のスペインと文通を交わし、スペインによるイングランド侵攻計画に関与した。1589年春にはハントリー伯爵とともに私兵を率いてパースに集まり、そこからディー橋に進軍したが、ジェームズ6世率いる少数の軍勢を前に自軍を解散した。同年5月20日にエディンバラに出頭、「国王に自軍を招集するよう明示されたというハントリー伯爵の言葉に騙された」と弁明するも21日に反逆罪で有罪とされ、セント・アンドルーズ城に幽閉された。同年9月に釈放されると、イングランド経由でフランスに渡るセーフ・コンダクト（安導権）を得た。この後、クロフォード伯爵が実際にフランスに向かったかについて確証はないが、1591年2月3日にスコットランド枢密院の会議に出席した記録があるため、それまでに帰国したものとされる。
1607年秋にファイフのクーパーで死去、息子デイヴィッドが爵位を継承した。

## 人物
「気品のある人だが、浪費家でもある」という。また、フランス好きで宗教では無定見であった(in affection French, in religion unsettled)。

## 家族
1573年2月12日、パースでリリアス・ドラモンド（Lilias Drummond、第2代ドラモンド卿デイヴィッド・ドラモンドの娘）と結婚したが、リリアスは後に実家に送り返された。リリアスが息子（早世）を出産した後、その息子の本当の父についての冗談を述べたことが理由とされた。
1581年12月、グリゼル・ステュアート（Grizell Stewart、第4代アソル伯爵ジョン・ステュアートの娘）と再婚、3男1女をもうけた。
- デイヴィッド（1576年 – 1620年） - 第12代クロフォード伯爵
- ジェイムズ - 生涯未婚
- クラウド（Claud） - 生涯未婚
- メアリー